# خيسوس غوزمان
خيسوس غوزمان (بالإسبانية: Jesús Guzmán)‏ هو ممثل إسباني، ولد في 15 يونيو 1926 بمدريد في إسبانيا.

## وصلات خارجية
- خيسوس غوزمان على موقع IMDb (الإنجليزية)
- خيسوس غوزمان على موقع ألو سيني (الفرنسية)
- خيسوس غوزمان على موقع أول موفي (الإنجليزية)
- خيسوس غوزمان على موقع قاعدة بيانات الفيلم (الإنجليزية)
- خيسوس غوزمان على موقع كينوبويسك (الروسية)
- خيسوس غوزمان على موقع كينوبويسك (الروسية)